# Eduardo Aguilar
Eduardo Alberto Aguilar (Resistencia, 1971) es un político y economista y docente universitario argentino del Frente por la Educación y el Trabajo. Se desempeñó como Ministro de Economía, Producción, Industria y Empleo, Presidente de la Legislatura Provincial y Senador de la Nación Argentina entre 2013 y 2019.

## Biografía

### Origen y Formación
Eduardo Aguilar es hijo de pequeños productores y comerciantes, nacido de Resistencia. Hizo parte de sus estudios en la capital del Chaco donde actualmente vive con su familia.
Estudió en la Universidad del Nordeste, egresando como Licenciado en Economía en 1996. Posteriormente se radicó fuera del Chaco para realizar estudios de posgrado hasta el año 2003. En 1997 obtuvo la Beca Fomec para  estudios de Maestría en Economía y Políticas Públicas en la Universidad Torcuato Di Tella de Buenos Aires. En 1999, y nuevamente en 2001, ganó la Beca de Excelencia Eiffel del Gobierno de la República de Francia, para realizar estudios de Maestría y Doctorado en Economía y Métodos Cuantitativos en la Universidad de Evry y la École Nationale de la Statistique et de l'Administration Economique (ENSAE). 
Desde 1996 es docente de la Licenciatura en Economía de la Universidad del Nordeste, donde ha dictado cursos de grado y posgrado de Microeconomía Avanzada, Economía Pública, Macroeconomía, Economía Monetaria, Política Económica e Historia de las Ideas Políticas y Económicas Argentinas

### Ministro de Economía del Chaco (2009-2011)
Entre 2004 y 2007 se desempeñó como Coordinador Ejecutivo del Consejo Económico y Social de la Provincia del Chaco, organismo constitucional que tiene a su cargo la planificación de programas provinciales de desarrollo. Desde allí aportó trabajos e investigaciones que fueron base de posteriores programas de gobierno.
En diciembre de 2007 fue nombrado Ministro de Economía, Producción y Empleo del Chaco en la gestión del Partido Justicialista. Aguilar encabezó un trabajo centrado en impulsar la atracción de inversiones industriales y el empleo provincial, y propició la creación de la primera Escuela de Gobierno del país, para la formación de recursos humanos con vocación pública. En lo relativo a la producción primaria, su gestión logró la descentralización de los recursos del Fondo Algodonero Nacional y la implementación del convenio con el Banco de la Nación Argentina, que solucionó el endeudamiento de más de 3000 productores chaqueños.
Su equipo de trabajo se integró con jóvenes profesionales que Aguilar introdujo al ámbito público tras formarlos como profesor universitario y coordinador del Consejo Económico y Social y que, varios años después continuaron integrando los equipos de gobierno de la Provincia del Chaco en diversas posiciones ministeriales.

### Diputado provincial (2011-2013)
En 2011, Aguilar encabezó la lista de Diputados Provinciales del Partido Justicialista del Chaco, que ganó las elecciones, y en diciembre de 2011 fue elegido por unanimidad Presidente de la Cámara de Diputados del Chaco. Su actividad legislativa incluyó el impulso y la aprobación, entre otros, de los siguientes proyectos: la Ley de Elecciones Primarias, la Ley de Debates Electorales, la Ley de Residuos Urbanos, la Ley que creó el Parque Urbano de la Democracia y la Juventud, la Ley de Mantenimiento de Escuelas, la Ley de Trayectorias Escolares y los proyectos de Formación de Docentes y Directores Escolares. Además, su gestión impulsó la televisación de las sesiones y el voto electrónico de las leyes y puso en marcha la primera Oficina Legislativa de Presupuesto del país.

### Senador Nacional (desde 2013 - 2019)

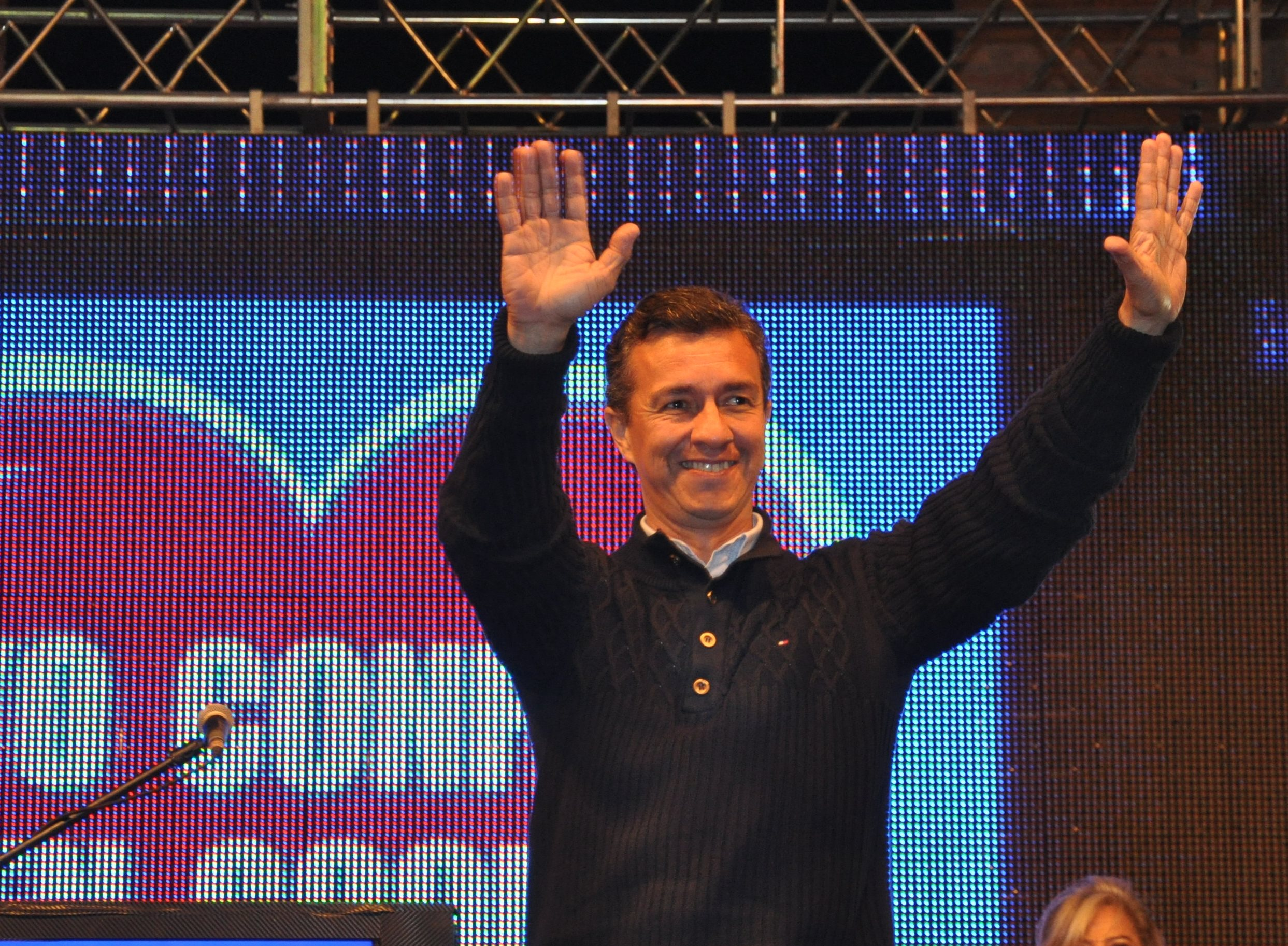
Eduardo Aguilar-Campaña para Senador Nacional en 2013

En el 2013 Eduardo Aguilar encabezó la boleta de Senadores Nacionales del Partido Justicialista del Chaco que se impuso en las elecciones de ese año. En el Senado de la Nación fue elegido Presidente de la Comisión de Educación y Cultura en el año 2014 y Presidente de la comisión de Economía Nacional e Inversión. Ha impulsado proyectos relacionados con lo institucional (debates presidenciales), lo ambiental (Parque nacional El Impenetrable), la creación de la Oficina de Presupuesto del Congreso y a su principal área de trabajo, la educativa (reforma de la Formación y Carrera Docente).
Ante la división del Bloque de senadores del Justicialismo en 2017 se integró al Peronismo Federal, aunque en disidencia con su bloque no apoyó los presupuestos ni las leyes económicas del Gobierno del Presidente Macri. 
En 2017, en desacuerdo con la conducción del peronismo nacional y provincial, creó el Frente por la Educación y el Trabajo, partido provincial por el que fue candidato a Gobernador del Chaco en las elecciones de 2019, que preside e la actualidad y que en el plano nacional apoyó entonces la candidatura presidencial de Roberto Lavagna y en 2023 la candidatura de Juan Schiaretti.  
Desde 2018 fue invitado a integrar por el Chaco la Fundación RAP (Red de Acción Política), una organización nacional pluralista de políticos, empresarios, economistas, legisladores e intelectuales que elabora propuestas de políticas públicas, económicas, sociales e institucionales, destinadas a los gobiernos de la nación y las provincias.

### Profesor de la Universidad Nacional del Nordeste:
En la actualidad, Eduardo Aguilar se desempeña como docente en la Facultad de Ciencias Económicas, dictando como profesor titular por concurso las  materias "Microeconomía Avanzada" ce “Historia de las Ideas Políticas y Económicas Argentinas”, publicando trabajos relativos al tema en revistas especializadas en economía e historia. 